# 埃克塞爾西奧斯普林斯 (密蘇里州)
埃克塞爾西奧斯普林斯（英語：Excelsior Springs）是位於美國密蘇里州克萊縣及雷縣的城市。

## 人口
根據2020年美國人口普查的數據，埃克塞爾西奧斯普林斯的面積為28.13平方千米，當中陸地面積為28.08平方千米，而水域面積為0.05平方千米。當地共有人口436人，而人口密度為每平方千米15人。